# Patriarcat d'Éthiopie

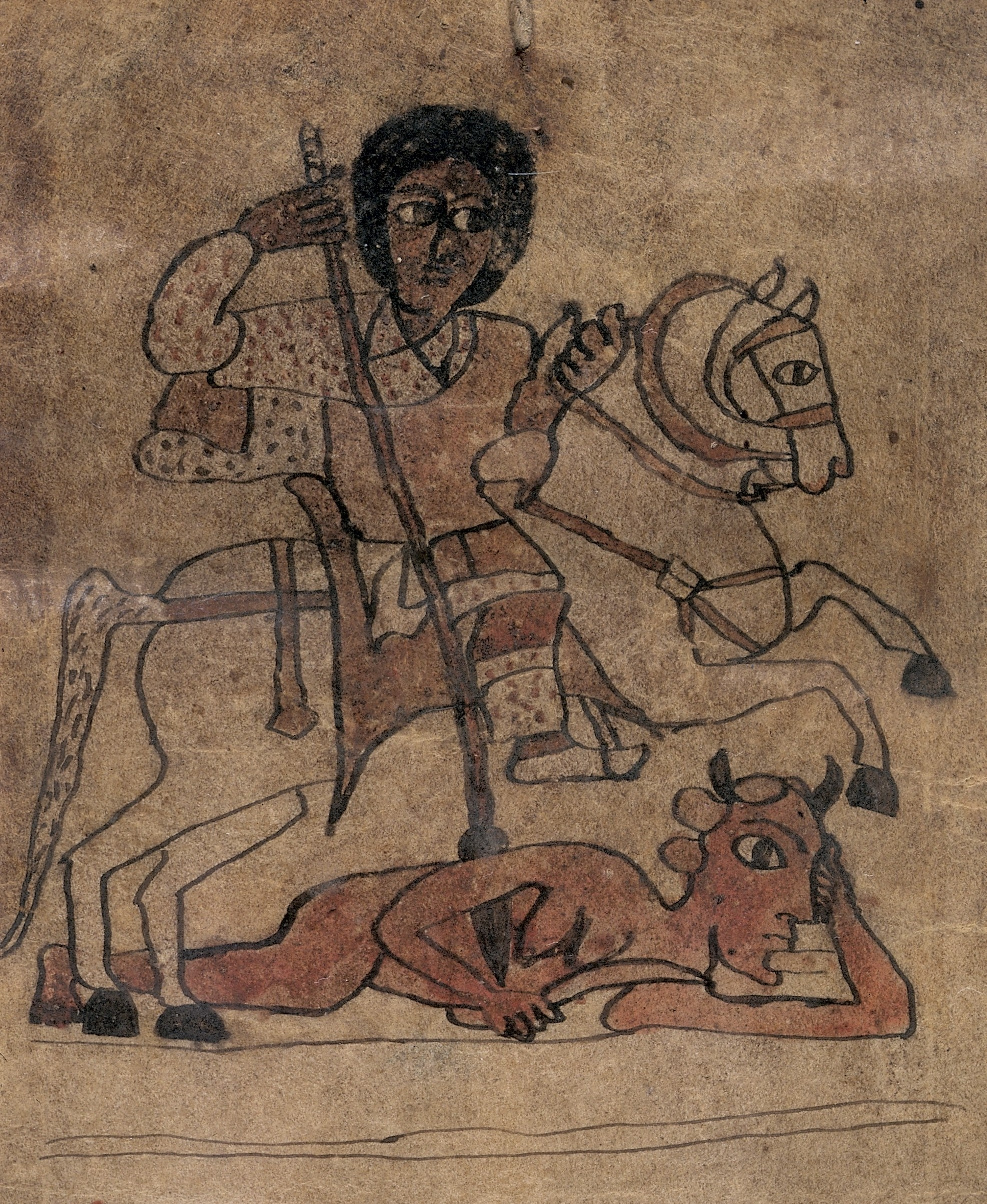
Susenyos II, empereur éthiopien (1770)

Le patriarcat d'Éthiopie (en latin : patriarchatus Aethiopiensis) est une ancienne église particulière de l'Église catholique en Éthiopie.
Érigé au XVIe siècle en soutien à la Mission jésuite de réconciliation de l'Eglise copte avec l'Église de Rome et leur retour au catholicisme, le patriarcat ne compta jamais que quelques milliers de fidèles latins en Éthiopie, dont une majorité de portugais d'origine. Il est supprimé en 1636.

## Patriarches d'Éthiopie
- 1555-1557 : João Nunes Barreto SJ
- 1562-1577 : Andrés de Oviedo SJ[1]
- 1577-1581 : Belchior Carneiro Leitão SJ[2]
- 1622-1636 : Afonso Mendes SJ[3], qui meurt en exil, à Goa en 1656